# Десант на мыс Пикшуев
Десант на мыс Пикшуев — разведывательно-диверсионный десант советского Северного флота для уничтожения опорного пункта противника, осуществлённый 11 сентября 1942 года в период обороны Заполярья в годы Великой Отечественной войны.

## План операции
С целью пресечения советских перевозок в Мотовском заливе, поставок грузов по ленд-лизу в порт Мурманска и блокирования выхода в море кораблей Северного флота, немецкое командование 20-й горной армии (командующий генерал-полковник Эдуард Дитль) развернуло на южном побережье Баренцева моря сеть опорных и наблюдательных пунктов, а также артиллерийских батарей. Наиболее мощный опорный пункт был оборудован на мысе Пикшуев, который представлял собой сильный оборонительный узел из трёх укреплённых пунктов, подготовленных для длительной круговой обороны. Все оборонительные сооружения были сооружены из камня и бетона, многочисленные пулемётные точки устроены в виде дотов, сам узел входил в единую систему обороны на побережье и прикрывался перекрёстным огнём нескольких батарей. Гарнизон опорного пункта на мысе Пикшуев составляла усиленная рота горных егерей в составе 220 человек, а также батарея из четырёх 75-мм орудий, 10 миномётов.
Советское командование Северного оборонительного района при содействии штаба Северного флота подготовило операцию по уничтожению этого пункта, захвату пленных и вскрытию всей вражеской системы обороны. Подготовка заняла несколько недель и отличалась особой тщательностью.
Десантный отряд насчитывал 326 человек (разведрота и рота автоматчиков 12-й отдельной бригады морской пехоты, взвод сапёров, две группы офицеров-корректировщиков артогня). Командир десантного отряда — майор А. П. Боровиков. Высадка должна была производиться в двух пунктах, высаженные отряды примерно равной численности должны были выйти в тыл опорного пункта с двух сторон, там соединиться и совместно его атаковать. На случай непредвиденных ситуаций в резерве была сосредоточена ещё одна рота для усиления десанта. Для поддержки десанта выделены три береговые 152-мм батареи, при необходимости могли быть привлечены ещё шесть береговых батарей калибром 100—180 мм. Была выделена также дежурная эскадрилья самолётов из ВВС флота. Общее руководство операцией осуществлял командир 12-й отдельной бригады морской пехоты полковник В. В. Рассохин. Личный состав для участия в операции был отобран заранее и усиленно занимался соответствующей боевой подготовкой.
Командование Северного флота выделило для проведения операции три сторожевых катера, три катера-тральщика, три катера «малый охотник». Также были задействованы десантные боты и выставлен корабельный дозор. Исходным пунктом стала пристань Эйна на полуострове Рыбачий.

## Ход операции
Высадка десанта прошла в ночь на 11 сентября 1942 года незамеченной для противника. В 4 часа 30 минут обе группы соединились в намеченном районе и атаковали опорный пункт «Пикшуев». К 8 часам утра он был полностью уничтожен — все три укреплённых пункта захвачены, их сооружения взорваны. Десант под прикрытием огня береговых батарей благополучно возвратился в губу Эйна. Потерь в кораблях не было, один катер получил незначительные повреждения при ударе об камни.
В этом бою было уничтожено 180 солдат и офицеров, захвачено 9 пленных (в их числе командир батареи), 16 пулемётов, 200 единиц стрелкового вооружения. На Пикшуеве разрушено 6 дотов, 13 дзотов, 8 складов, 10 землянок, уничтожено 4 орудия и 10 миномётов, электростанция, оборудование метеостанции.
Потери десанта составили, по разным источникам: 24 человека убитыми и умершими от ран, 37 раненых, либо 29 убитых и 32 раненых.
Были получены важные сведения о системе обороны противника, широко использовавшиеся при дальнейших боевых действиях и при организации безопасного судоходства в Мотовском заливе.